# 葉錦添
叶锦添（英語：Timmy Yip，1967年12月22日—），香港电影美术指导，毕业于香港理工学院高级摄影专业。曾在《卧虎藏龙》《英雄本色》《胭脂扣》《人在紐約》等电影中担任美术、服装方面的指导，并获得诸多国际奖项。

## 生平

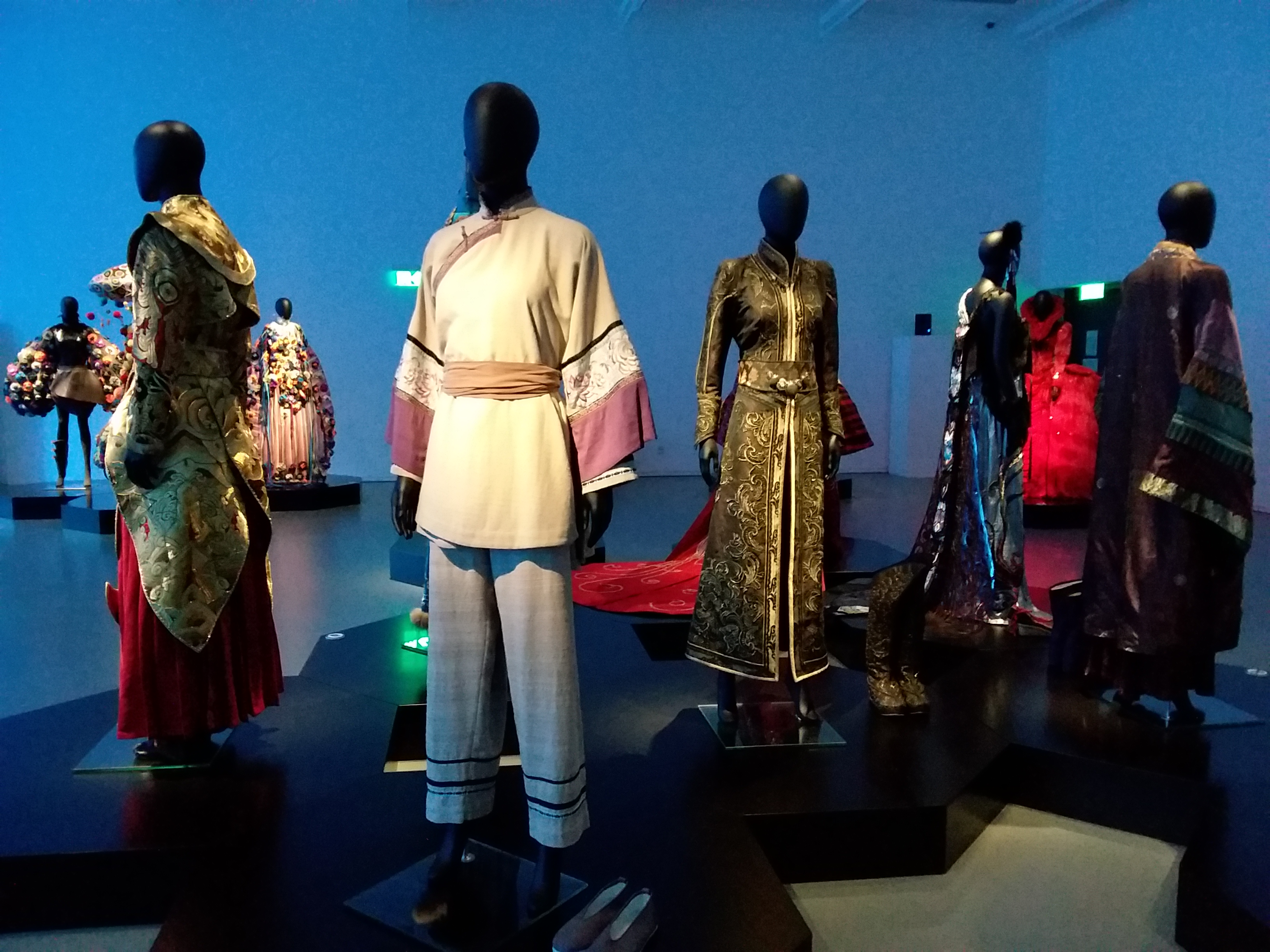
葉錦添的藝術作品

他曾就讀於中華基督教會公理書院，畢業於香港理工學院（今理工大學）高級攝影專業。早年，他曾經在《英雄本色》、《大明宮詞》和《橘子紅了》等影視作品中擔任美術、服裝方面的指導。2001年，他憑藉電影《臥虎藏龍》獲得奧斯卡金像獎最佳藝術指導。2004年，他參與了雅典奧運會閉幕禮上中國部分的文藝表演的工作。2007年，他擔任了吳宇森導演的電影《赤壁》的藝術指導。2009年，他擔任了電影《風聲》的服裝和造型工作。后续并担任中国导演乌尔善执导的电影封神三部曲美术指导，封神第一部：朝歌風雲已在2023年7月上映。

## 外部連結
- . IMDB.   [2016-01-30]. （原始内容存档于2020-08-10） （英语）.